# Pierre Plantée (Dormelles)
La Pierre Plantée, appelée aussi Roche de Dormelles ou Pierre levée ou encore Pierre au Prince, est un menhir situé sur la commune de Dormelles dans le département de Seine-et-Marne.

## Historique
L'édifice est classé au titre des monuments historiques en 1900.

## Description
Le menhir est un petit bloc de grès de 1,60 m de hauteur pour une largeur à la base de 1,70 m et une épaisseur maximum de 0,90 m. Son inclinaison résulte peut-être de sondages.